# Yversay
Yversay és un municipi francès, situat al departament de la Viena i a la regió de la Nova Aquitània.